# Саріньєна
Саріньєна (ісп. Sariñena) — муніципалітет в Іспанії, у складі автономної спільноти Арагон, у провінції Уеска. Населення — 4455 осіб (2009).
Муніципалітет розташований на відстані близько 330 км на північний схід від Мадрида, 44 км на південний схід від Уески.
На території муніципалітету розташовані такі населені пункти: (дані про населення за 2009 рік)
- Ла-Картуха-де-Монегрос: 302 особи
- Ламасадера: 11 осіб
- Ластаноса: 40 осіб
- Пальяруело-де-Монегрос: 103 особи
- Сан-Хуан-дель-Флумен: 385 осіб
- Саріньєна: 3587 осіб

## Демографія
Динаміка населення (INE ):